# Форт IV (Брест-Литовск)
Форт IV — форт Брест-Литовской крепости, построенный в 1879—1888 годах в рамках создания первого кольца фортов. Находился примерно в трёх километрах на юго-восток от Брестской крепости, недалеко от Южного военного городка (Траугаттово).
Принадлежал к Волынскому инженерному отделу Брест-Литовской крепости.
В литературе встречаются названия Форт IV, Форт «Вулька».

### Строительство
Рекогносцировочные работы на месте велись с 1876 года, строительные начались в 1879 году и продолжались год. Форт строился по упрощённому типовому проекту «Укрепление № 2». Пятиугольный в плане форт представлял собой полудолговременное укрепление в форме редута с двумя фланками, двумя фасами и горжей, усиленное каменными казематированными постройками. Форт имел вал, окружённый сухим рвом (каменный контрэскарп отсутствовал). Вал, предназначался для установки на нём артиллерийских орудий различного калибра. В горже (задней части) форта также был насыпан вал, в котором было проделано 4 прохода для сообщения с тылом.
Толщу внутреннего вала пересекали 3 кирпичные потерны, соединяющие двор форта с сухим рвом. К каждой потерне по бокам примыкали расходные пороховые погреба, по два к каждой потерне. Четыре погреба из шести предназначались для хранения 480 бочонков с зарядами, два — для хранения снарядов. Каждый погреб имел в торце специальное помещение для установки керосиновой лампы. Этот коридор соединялся с помещением погреба застеклённым окном. Таким образом погреба получали освещение без риска взрыва от огня лампы. Из погребов центральной потерны наверх выходят две, а из боковых — по одной шахте, предназначенных для подъёма зарядов и снарядов на вал. Наверху каждой шахты находился крюк, через который перекидывали канат, которым и поднимали снаряды. Бочки с порохом хранились на деревянных стеллажах. Для того чтобы предотвратить опасность взрыва от появления искры при ударе металла о металл, задвижки, щеколды, петли, замочные ключи, замки и все металлические части дверей погребов были отлиты из красной меди. Вход в погреб закрывался деревянными двустворчатыми дверями, обитыми листами кровельного железа, за которыми были установлены одностворчатые двери-решётки для осуществления вентиляции погреба в тёплое время года.
Во внутреннем валу также имелись 8 кирпичных убежищ, по 3 на фасах и по одному на фланках. Каждое убежище — одноэтажный каземат со сводчатым потолком площадью 36 кв. м, который мог служить укрытием для 5-9 человек орудийной прислуги. Полы казематов были сделаны из асфальта, для обогрева в холодное время были установлены утермарковские печи. Закрывались казематы двухстворчатыми деревянными дверями, по обе стороны от дверей имелось по окну для освещения.
К горже форта примыкали три больших земляных траверса (один в середине и два — по бокам, параллельно фланкам), пересекающие двор укрепления и прикрывающие его от боковых выстрелов. Всего форт мог вместить 250 человек гарнизона и около 20 орудий.
Стоимость строительства форта и проложенной к нему брусчатки составила 211 527 рублей и 49 копеек..

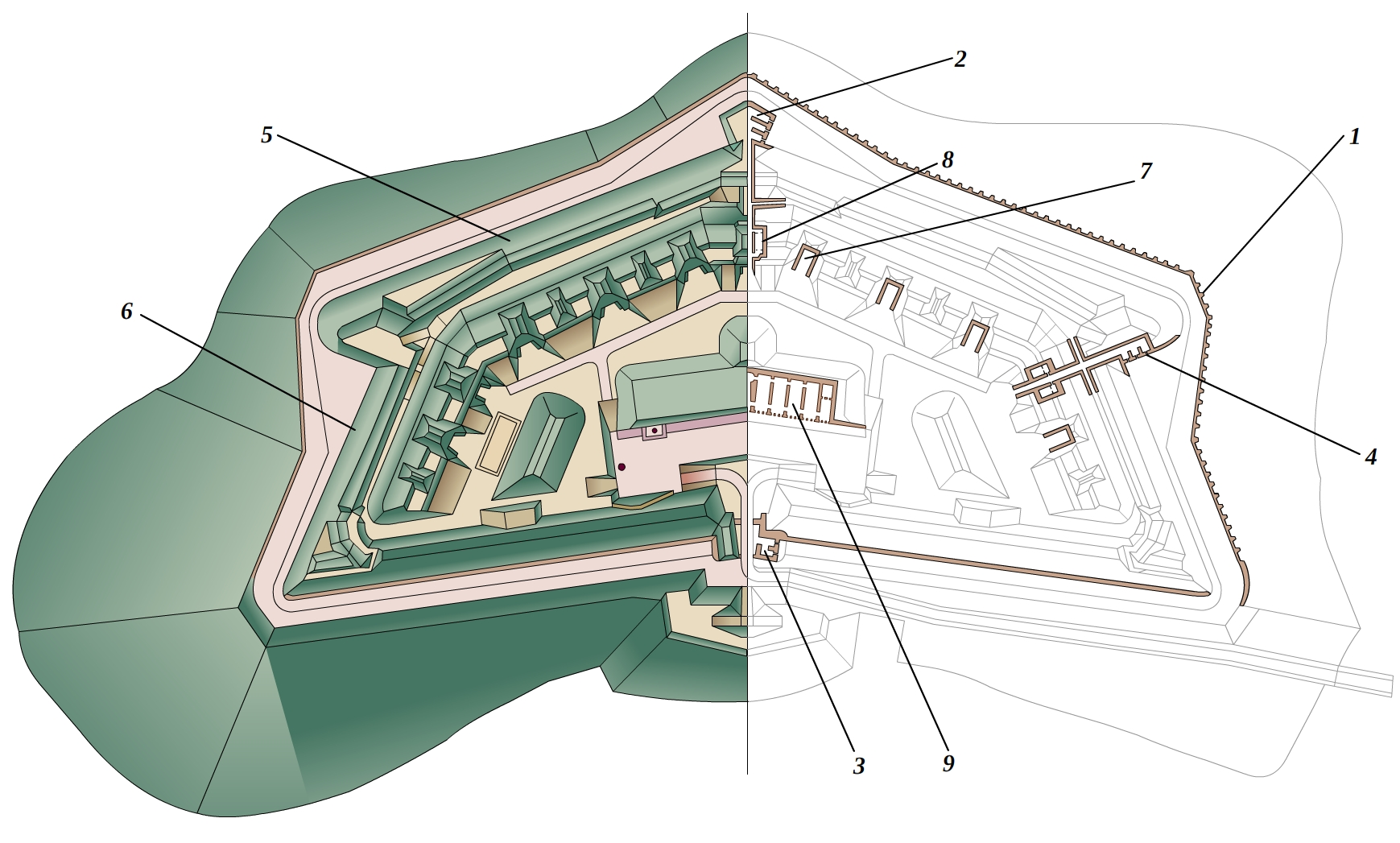
План форта (1888)

В 1881—1888 годах, сразу после окончания постройки, была проведена модернизация форта. В результате проведённых работ IV форт был приближен к типовому проекту «Казённый двухвальный» образца 1879 г. Сухой ров форта был укреплён с внешней стороны кирпичным контрэскарпом (на плане 1) на фасах и фланках. Ров обстреливался из построенных в ходе модернизации двух капониров (головного (2) и горжевого (3)) и двух полукапониров (4). В процессе модернизации форт стал двухвальным, однако второй, внешний, вал (5) присутствовал только на фасах, фланки форта были защищены внутренним валом (6). Под валгангом внутреннего вала располагались 8 кирпичных казематов (7), и без изменений сохранившиеся от первоначального проекта 3 пороховых погреба с потернами (8), в центральной части форта из кирпича была построена сводчатая казарма на одну роту (9).

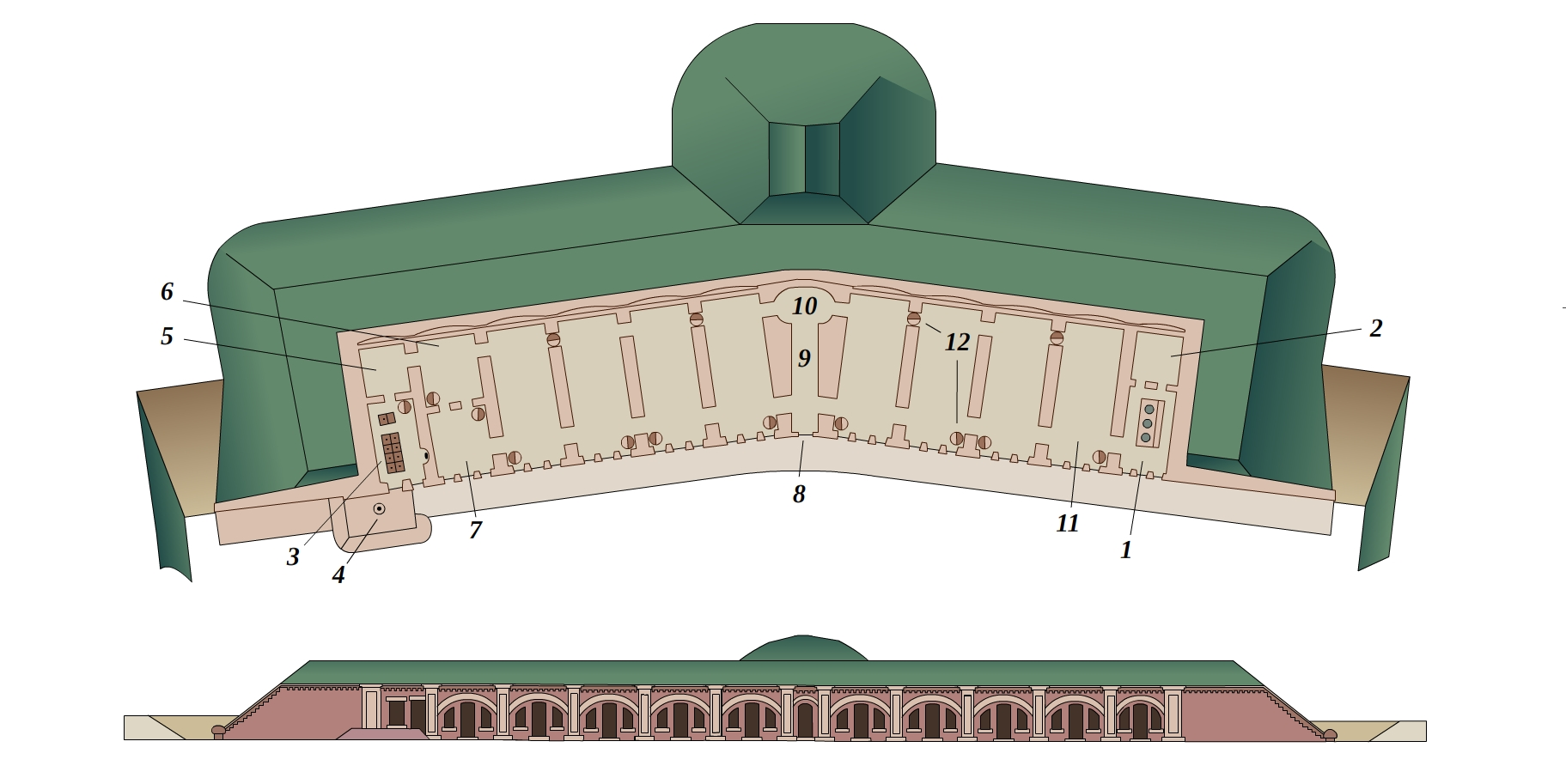
План казармы

Казарма состояла из 9 жилых казематов, каземата кухни (на плане 1) с хранилищем для продуктов (2), казематов туалета (3) с выгребной ямой (4) и напротив туалета — каземат карцера (5). Второй слева жилой каземат с перегородкой был разделён на две части, большая часть предназначалась фельдфебелям роты (6), в меньшей — устроен цейхгауз (7). Вход в казарму (8), коридор (9) и расположенная в конце коридора умывальная (10) располагалась между 3-м и 4-м жилыми казематами. 8 жилых казематов использовались для размещения нижних чинов. В каждом из них находилось 8 двойных кроватей — по 4 у каждой стены и по одной одиночной кровати у дальней стены. Каземат, примыкающий к кухне (11) использовался как столовая. В военное время назначение некоторых казематов менялось — столовая (11) становилась казематом для нижних чинов, а фельдфебельская (6) и цейхгауз (7) — казематами для офицеров. Обогревало казарму 15 печей (12), смонтированных у фасадной стены и в каждом втором дальнем проёме.
24 июня 1888 года, сразу по окончании работ, крепость посетил с инспекционной проверкой великий князь Владимир Александрович. В программу входило посещение форта IV, где состоялись представления офицеров различных полков различных частей, показ форта и упражнения крепостной артиллерии.
26 июня 1900 года IV форт посетил император Николай II.
В 1910-х годах снова была проведена модернизация. Горжевая казарма была усилена бетоном, была построена бетонная центральная потерна со сквозником.

### Первая мировая война
Во время Первой мировой войны в форту дислоцировалась 6-я рота Брест-Литовской крепостной артиллерии. В августе 1915 году при отступлении царской армии укрепление было подорвано сапёрами.

### Форт сегодня
Сегодня от форта остались: фрагменты взорванной горжевой казармы, часть контрэскарпной стены, небольшой участок центральной потерны со сквозниками (засыпаны землёй), неповреждённый кирпичный каземат во внутреннем валу (напротив выхода из потерны), руины другого каземата и участок заболотившегося рва. Специалисты считают, что это — примерно 30 % всех укреплений. В северной части форта (сохранившейся части казармы) расположилась военная пожарная часть. Незанятая часть форта является излюбленным местом отдыха на природе для жителей микрорайонов «Вулька» и «Южный». Этот факт имеет и негативную сторону: территория форта постепенно замусоривается, на сохранившихся фрагментах форта появляются граффити.
В 2015 году в газете «Вечерний Брест» появились сведения, что в форту планируется сделать городской парк, а также открыть мемориальный комплекс.

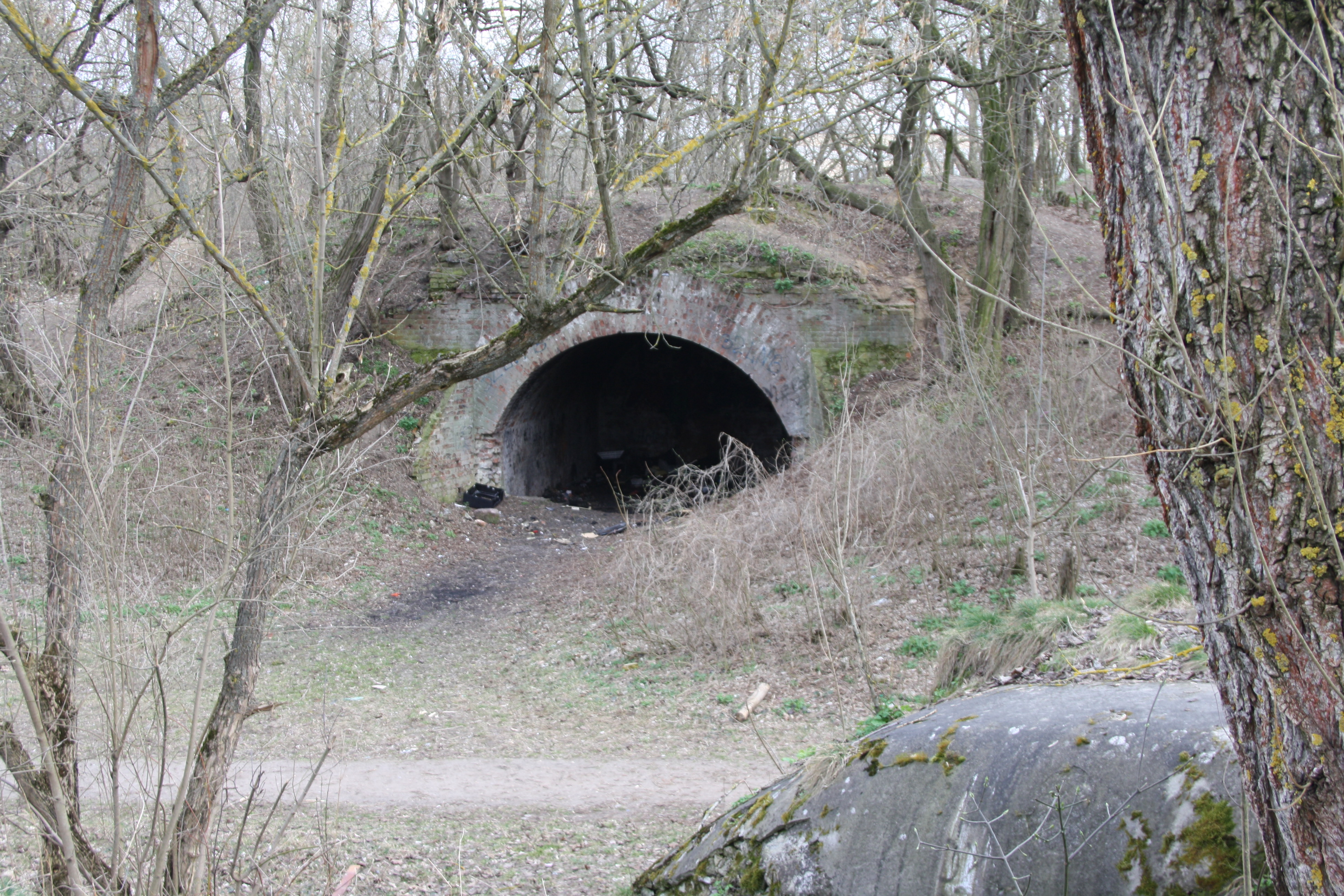
На переднем плане видна часть бетонной потерны. За ней — кирпичный каземат в земляном валу
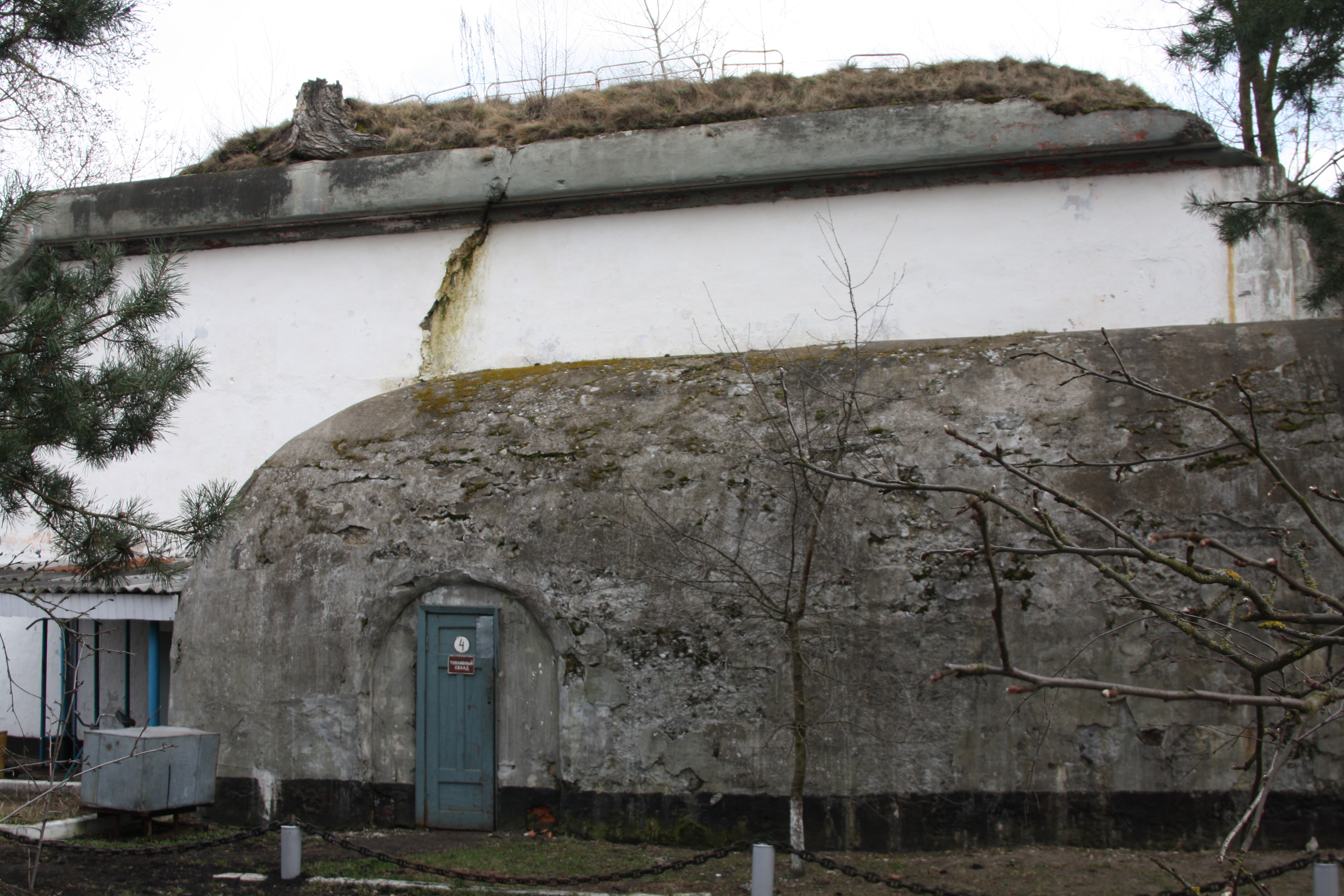
Сохранившаяся стена горжевой казармы
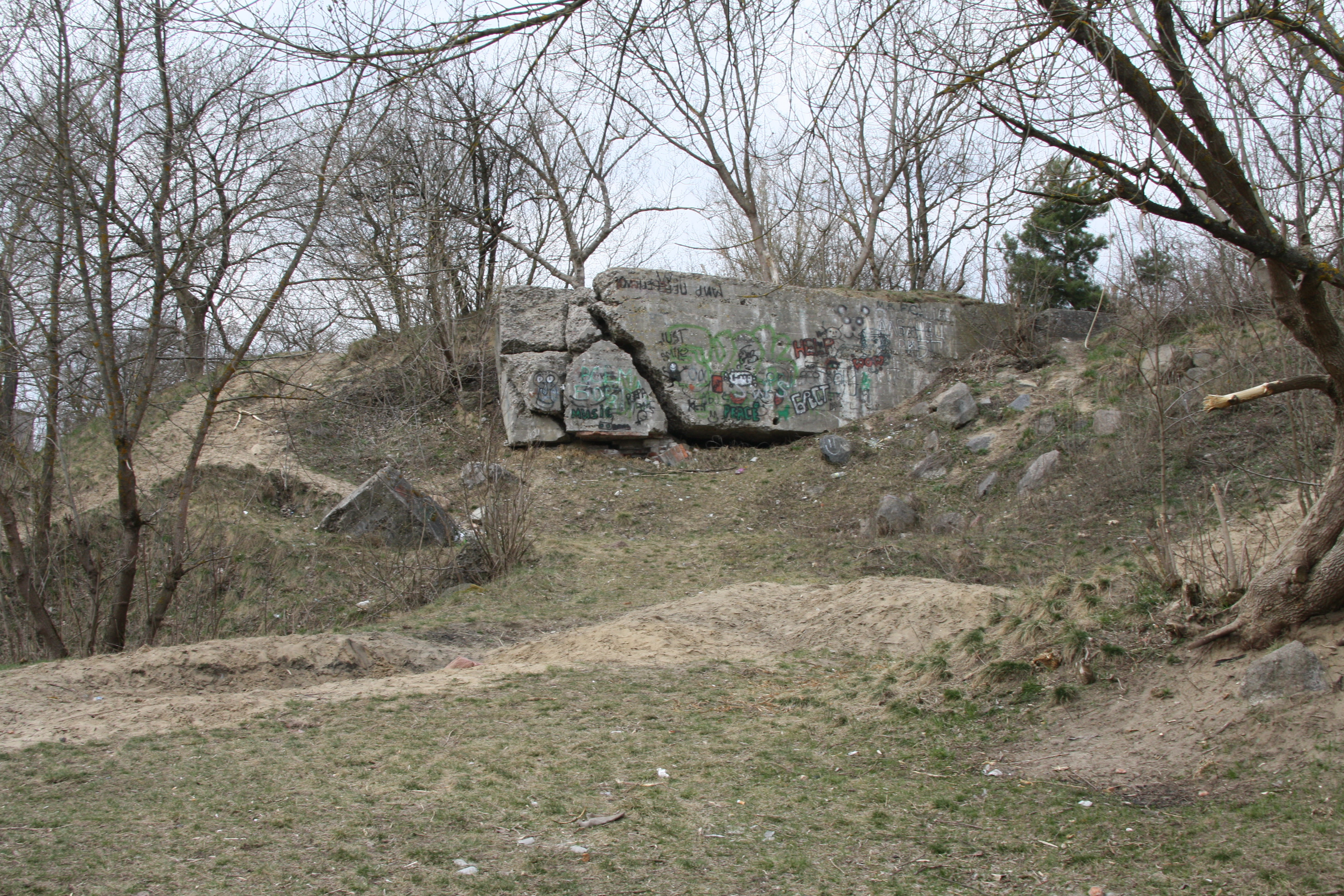
Треснувшая от взрыва стена казармы
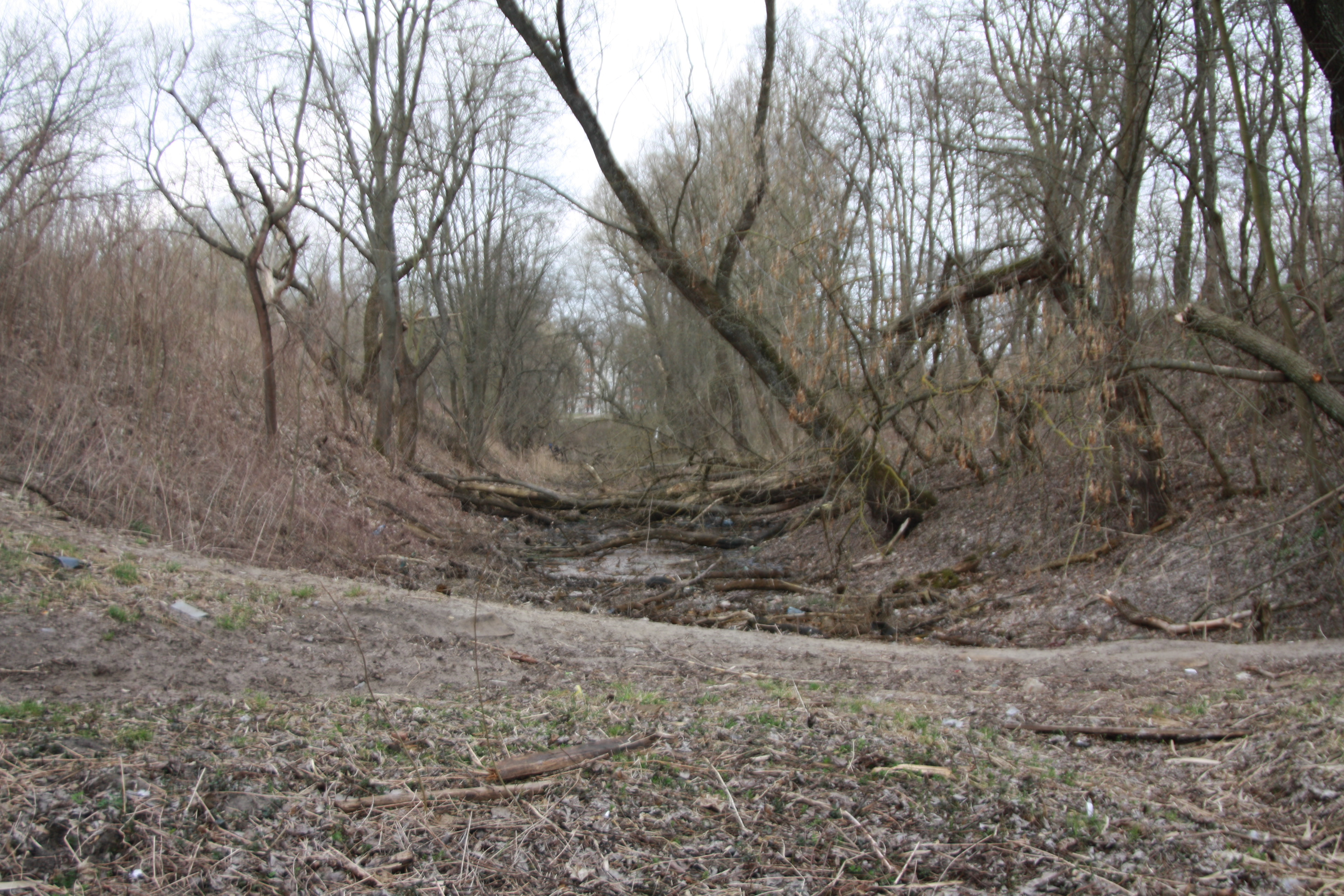
Сухой ров
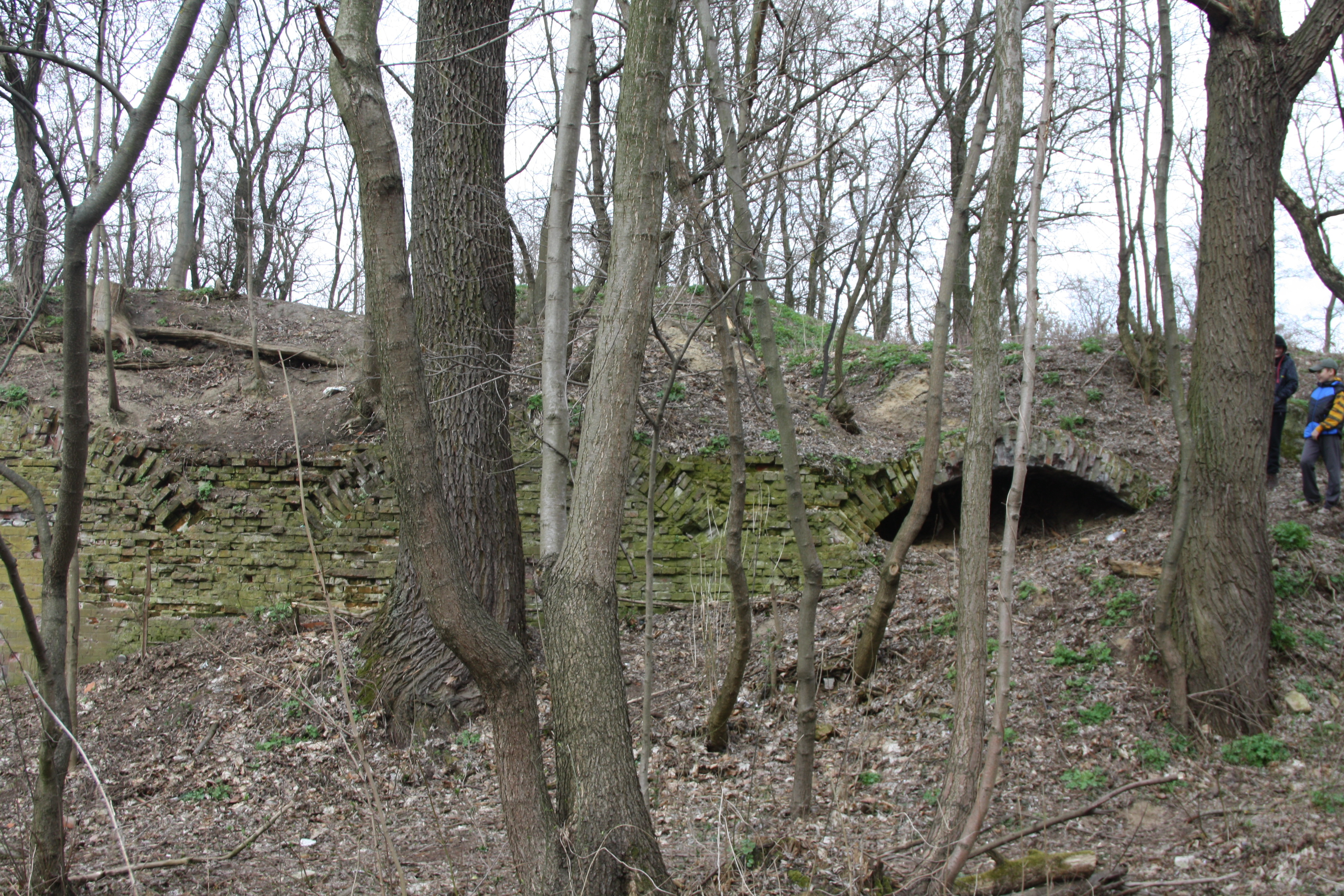
Остатки контрэскарпной стены
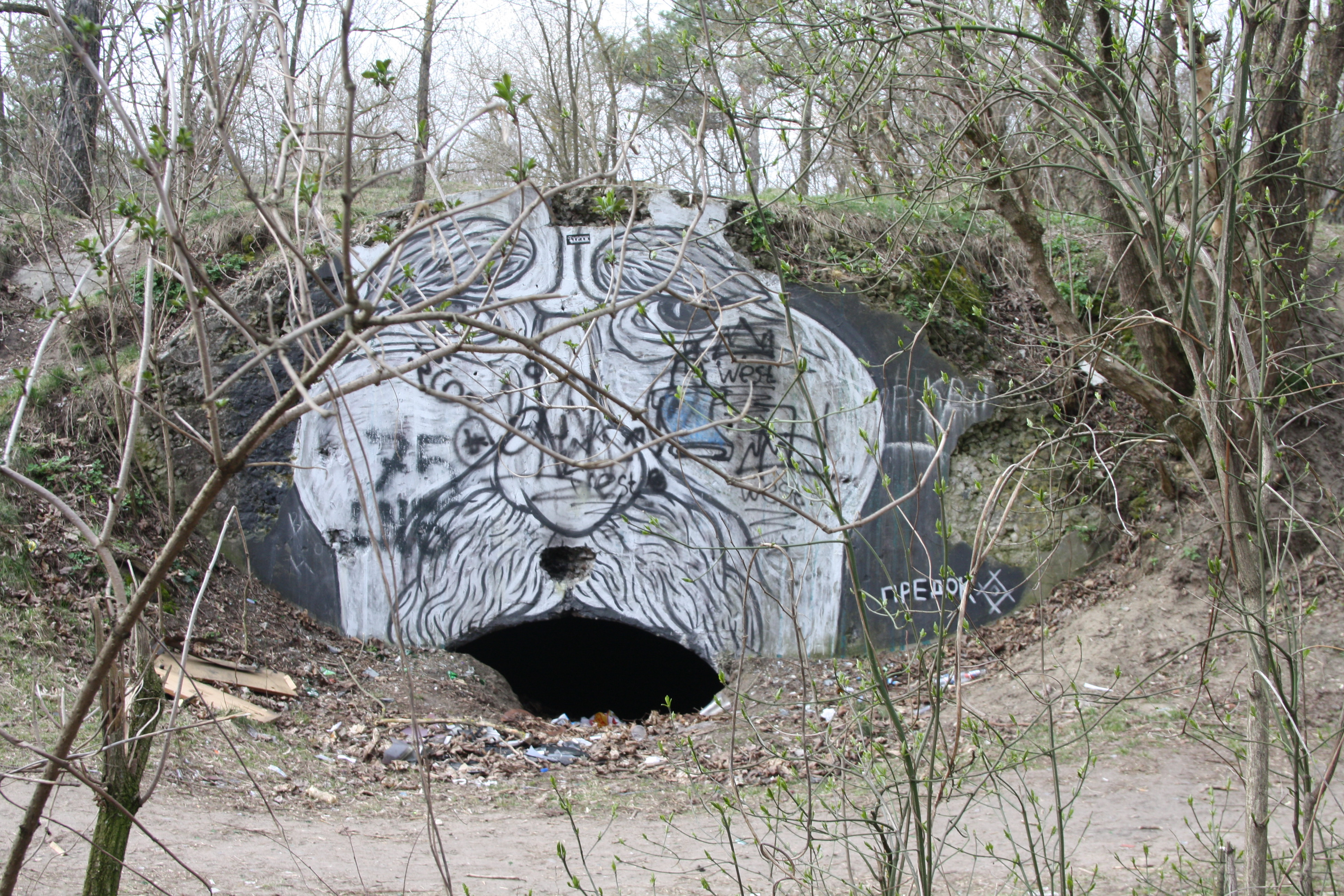
Вход в центральную потерну
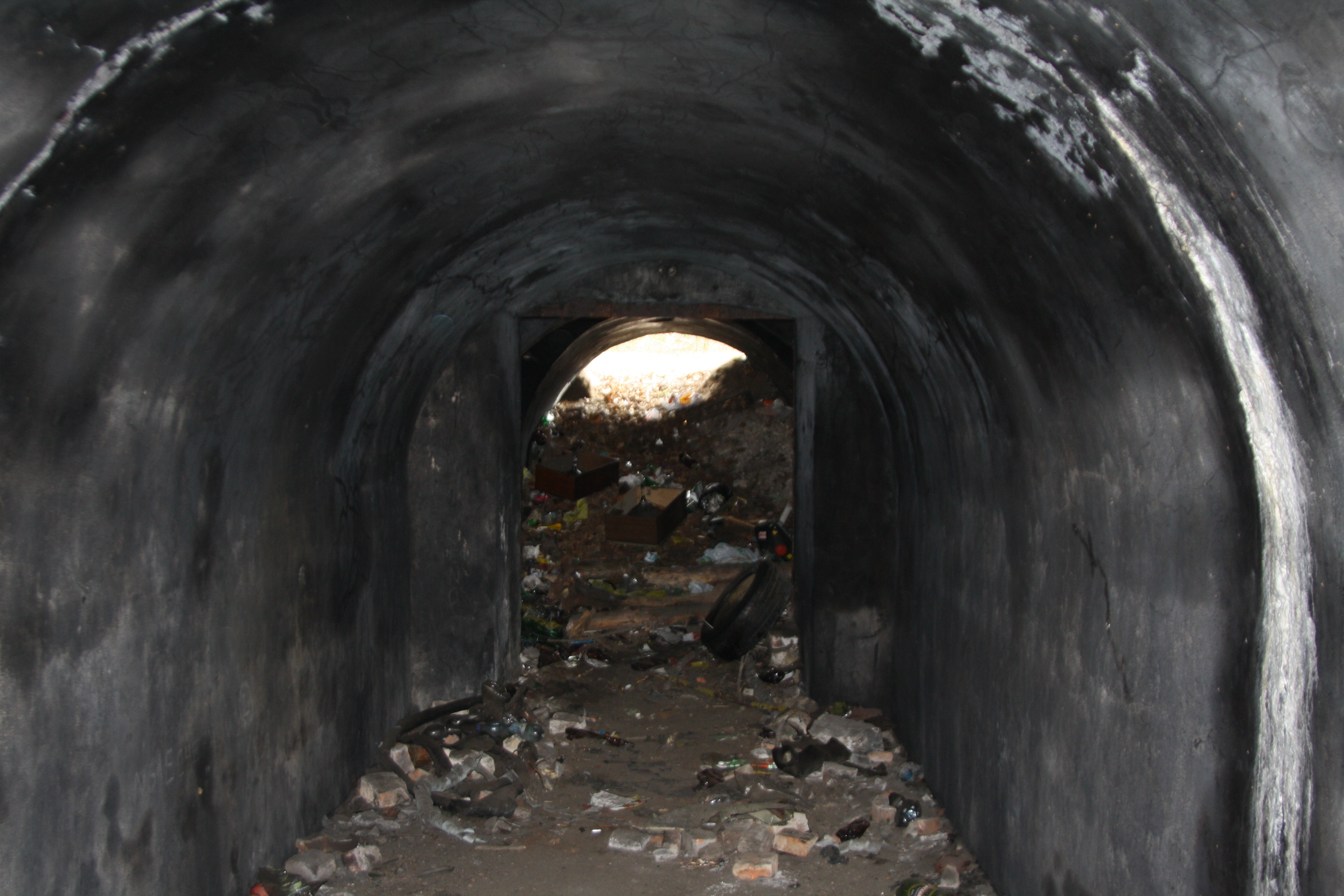
Вход центральную потерну, вид изнутри